# Diaethria asteria
Diaethria asteria är en fjärilsart som beskrevs av Frederick DuCane Godman och Osbert Salvin 1894. Diaethria asteria ingår i släktet Diaethria och familjen praktfjärilar. Inga underarter finns listade i Catalogue of Life.